# Doukkala-Abda
Pour les articles homonymes, voir Abda.
Doukkala-Abda est l'une seize anciennes régions du Maroc avant le redécoupage territorial de 2015. Son chef-lieu était Safi.
En 2015, le nouveau découpage régional a supprimé la région de Doukkala-Abda. Ses provinces de Youssoufia et Safi ont été rattachées à l'ancienne région de Marrakech-Tensift-Al Haouz pour former la nouvelle région de Marrakech-Safi, tandis que celles de Sidi Bennour et d'El Jadida ont rejoint le Grand Casablanca et les provinces de Settat, Benslimane et Berrechid pour former la nouvelle région de Casablanca-Settat.

## Géographie
La région était composée des provinces d'El Jadida, de Sidi Bennour, de Safi et de Youssoufia ; les deux premières provinces correspondent à la région historique de Doukkala et les deux dernières, approximativement, à celle d'Abda.
Située au sud de la plaine centrale, sur la côte atlantique.

## Composition tribale
La région Doukkala-Abda est établie, approximativement, sur les territoires des confédérations tribales de Doukkala et d'Abda.

### Les Doukkala
Au nord de la région, la confédération tribale des Doukkala est établie sur le territoire des provinces d'El Jadida et de Sidi Bennour. Elle est constituée de sept tribus :
- El Aounate ;
- El Haouzia ;
- Ouled Amar ;
- Ouled Amrane ;
- Ouled Bou Aziz ;
- Ouled Bou Zerrara ;
- Ouled Fredj.

À ces tribus, s'ajoutent deux fractions des Chiadma et Chtouka, établies dans la région et étroitement liées, historiquement et culturellement, aux Doukkala.

### Les Abda
Au sud, la confédération des Abda, d'origine principalement arabe mâqilienne, est établie sur le territoire des provinces de Safi et de Youssoufia. Elle est constituée de quatre tribus :
- Bhatra ;
- Ouled Amer ;
- Rabi'a ;
- Lahmer.

De ces tribus, celle des Lahmer est souvent considérée comme distincte de toute confédération tribale.
Les Abda sont une tribu arabe, leur origine remonte à la tribu Bani Maaqil, arrivée dans la région à la fin de l'ère mérinide.
Selon Eugène Aubin, les Abda constituent une tribu puissante, forte de trente-cinq mille feux, de race purement arabe, ils occupent un territoire fertile, riche en chevaux et en bétail. C'est une des cinq tribus quasi-makhzen du Maroc." 

### Les autres communautés établies dans la région
À l'extrême sud-ouest de la région, entre la ville de Souira-Kedima et l'oued Tensift, est établie une sous-fraction des Oulad Elhaj, eux-mêmes fraction des Chiadma établie sur les deux rives de l'Oued. Le rattachement administratif des Oulad Elhaj de la rive droite date du Protectorat.
Azemmour, ville enclavée en territoire Doukkala, a une population de souche constituée de citadins, musulmans et juifs, sans lien avec les tribus des alentours et dont les parlers, pré-hilaliens, se distinguaient des parlers hilaliens des Doukkala. Cette population a quitté la Médina d'Azemmour et le parler local a disparu au XXe siècle.

## Économie
L'agriculture et ses dérivés occupent la majeure partie de l'activité économique de cette région, soit 56,6 %. Cette proportion est de 24,1 % pour le secteur tertiaire et de 15,5 % pour le secondaire.

## Personnalités
- Badr Hari, kickboxeur marocain, né à Amsterdam d'une mère originaire du Doukkala.
- La Fouine, rappeur français, né à Trappes et originaire du Doukkala.
- Rachida Dati, femme politique  française, née à Chalon-sur-Saône et originaire du Doukkala.
- French Montana